# Список картин Ивана Шишкина
Ниже перечислены картины русского живописца Ивана Ивановича Шишкина.
| Картина | Название                                                  | Дата создания | Хранится в коллекции                                                           | Инв. №                   | Техника                          | Высота, см | Ширина, см |
| ------- | --------------------------------------------------------- | ------------- | ------------------------------------------------------------------------------ | ------------------------ | -------------------------------- | ---------- | ---------- |
|         | Утро в сосновом лесу                                      | 1889          | Государственная Третьяковская галерея                                          | 841                      | масляные краски холст            | 139        | 213        |
|         | На севере диком...                                        | 1891          | Национальный музей «Киевская картинная галерея»                                | Ж-190                    | масляные краски холст            | 161        | 118        |
|         | Рожь                                                      | 1878          | Государственная Третьяковская галерея                                          | 837                      | масляные краски холст            | 107        | 187        |
|         | Сосны, освещенные солнцем                                 | 1886          | Государственная Третьяковская галерея                                          | 840                      | масляные краски холст            | 98.3       | 71.2       |
|         | Дождь в дубовом лесу                                      | 1891          | Государственная Третьяковская галерея                                          | 24794                    | масляные краски холст            | 124        | 203        |
|         | Корабельная роща                                          | 1898          | Государственный Русский музей                                                  | Ж-4125                   | масляные краски холст            | 165        | 252        |
|         | Пейзаж                                                    | 19th century  | Финская национальная галерея                                                   | A II 1381                | масляные краски холст            | 33         | 25.5       |
|         | Сосновый бор                                              | 1895          | Дальневосточный художественный музей                                           | Ж-594                    | масляные краски холст            | 128        | 195        |
|         | Сжатое поле. Полесский пейзаж                             | 1884          | Национальный художественный музей Республики Беларусь                          |                          | масляные краски холст            | 71.5       | 117.5      |
|         | Лес                                                       | 1890s         | Национальный музей в Варшаве                                                   | M.Ob.2187 M.Ob.2187 MNW  | масляные краски картон           | 59         | 36         |
|         | Лесные дали                                               | 1884          | Государственная Третьяковская галерея                                          | 24793                    | масляные краски холст            | 112.8      | 164        |
|         | И. И. Шишкин и А. В. Гине в мастерской на острове Валааме | 1860          | Государственный Русский музей                                                  | Ж-1153                   | масляные краски бумага           | 29         | 36.5       |
|         | Камни в лесу. Валаам                                      | 1850s         | Государственный Русский музей                                                  | Ж-2806                   | масляные краски холст            | 31.7       | 43         |
|         | Лесной пейзаж с цаплями                                   | 1870          | Государственный Русский музей                                                  | Ж-2807                   | масляные краски холст            | 79         | 112        |
|         | Пейзаж с гуляющими                                        | 1869          | Государственный Русский музей                                                  | Ж-2815                   | масляные краски холст            | 31.5       | 41.5       |
|         | В роще                                                    | 1865          | Государственный Русский музей                                                  | Ж-4126                   | масляные краски холст            | 38         | 62.5       |
|         | Дубы                                                      | 1865          | Государственный Русский музей                                                  | Ж-4127                   | масляные краски древесина        | 41.5       | 34.5       |
|         | За грибами                                                | 1870          | Государственный Русский музей                                                  | Ж-4128                   | масляные краски холст            | 66.5       | 55.5       |
|         | Дорожка в лесу                                            | 1880          | Государственный Русский музей                                                  | Ж-4129                   | масляные краски холст            | 59         | 48         |
|         | Дубы                                                      | 1887          | Государственный Русский музей                                                  | Ж-4130                   | масляные краски холст            | 147        | 108        |
|         | Из окрестностей Гурзуфа. Этюд                             | 1879          | Государственный Русский музей                                                  | Ж-4134                   | масляные краски холст на картоне | 35         | 54         |
|         | Буковый лес в Швейцарии                                   | 1863          | Государственный Русский музей                                                  | Ж-5721                   | масляные краски холст            | 51         | 61.5       |
|         | Вид в окрестностях Петербурга                             | 1856          | Государственный Русский музей                                                  | Ж-5994                   | масляные краски холст            | 96         | 66.5       |
|         | Вид в окрестностях Дюссельдорфа                           | 1865          | Государственный Русский музей                                                  | Ж-6019                   | масляные краски холст            | 106        | 151        |
|         | Деревенский двор                                          | 1860s         | Государственный Русский музей                                                  | Ж-7707                   | масляные краски холст            | 55         | 77         |
|         | Тевтобургский лес                                         | 1865          | Государственный Русский музей                                                  | Ж-8632                   | масляные краски холст            | 95         | 67         |
|         | Лес                                                       | 1880s         | Екатеринбургский музей изобразительных искусств                                | Ж-618                    | масляные краски холст            | 83         | 110        |
|         | Этюд к картине "Рубка леса"                               | 1867          | Екатеринбургский музей изобразительных искусств                                | Ж-666                    | масляные краски картон           | 36         | 59.5       |
|         | В лесу графини Мордвиновой. Петергоф                      | 1891          | Государственная Третьяковская галерея                                          | 855                      | масляные краски холст            | 84         | 110.5      |
|         | Вечер                                                     | 1871          | Государственная Третьяковская галерея                                          | Ж-631                    | масляные краски холст            | 71.7       | 142.5      |
|         | Дорога во ржи                                             | 1866          | Государственная Третьяковская галерея                                          | Ж-1434                   | масляные краски холст            | 27         | 71         |
|         | Дубки                                                     | 1886          | Государственная Третьяковская галерея                                          | 5277                     | масляные краски холст            | 37.5       | 62         |
|         | Дубы. Вечер                                               | 1887          | Государственная Третьяковская галерея                                          | 11213                    | масляные краски холст картон     | 44.5       | 63.5       |
|         | Дебри                                                     | 1881          | Государственная Третьяковская галерея                                          | 838                      | масляные краски холст            | 144        | 95         |
|         | Пасека                                                    | 1882          | Государственная Третьяковская галерея                                          | 839                      | масляные краски холст            | 64         | 46.5       |
|         | Горная дорожка. Крым                                      | 1879          | Государственная Третьяковская галерея                                          | 850                      | масляные краски бумага картон    | 29.7       | 39.4       |
|         | Дубовый лесок в серый день                                | 1873          | Государственная Третьяковская галерея                                          | 11212                    | масляные краски холст            | 35.8       | 59.5       |
|         | На окраине дубового леса                                  | 1882          | Государственная Третьяковская галерея                                          | Ж-1071                   | масляные краски холст            | 86.5       | 140.5      |
|         | По берегу моря                                            | 1880s         | Государственная Третьяковская галерея                                          | 852                      | масляные краски бумага картон    | 36.3       | 66         |
|         | Рубка леса                                                | 1867          | Государственная Третьяковская галерея                                          | 831                      | масляные краски холст            | 125        | 196.5      |
|         | Полдень. В окрестностях Москвы                            | 1869          | Государственная Третьяковская галерея                                          | 832                      | масляные краски холст            | 111.2      | 80.4       |
|         | Уголок заросшего сада. Сныть-трава                        | 1884          | Государственная Третьяковская галерея                                          | 5559                     | масляные краски холст            | 55         | 43         |
|         | Прогулка в лесу                                           | 1869          | Государственная Третьяковская галерея                                          | 26641                    | масляные краски холст            | 34.3       | 43.3       |
|         | Сосновый бор. Мачтовый лес в Вятской губернии             | 1872          | Государственная Третьяковская галерея                                          | 834                      | масляные краски холст            | 120        | 165.5      |
|         | Цветы на опушке леса                                      | 1890s         | Государственная Третьяковская галерея                                          | 15072                    | масляные краски холст            | 42         | 67         |
|         | Болотистая местность при закате солнца                    | 1861          | Государственный музей изобразительных искусств Республики Татарстан            | Ж-1672                   | масляные краски картон           | 18.8       | 37.5       |
|         | Дорога в долине                                           | 1861          | Государственный музей изобразительных искусств Республики Татарстан            | Ж-1671                   | масляные краски картон           | 19.8       | 37.8       |
|         | Мельница в поле                                           | 1861          | Государственный музей изобразительных искусств Республики Татарстан            | Ж-847                    | масляные краски холст            | 37         | 56.5       |
|         | Развалины Булгар. Белая палата                            | 1861          | Государственный музей изобразительных искусств Республики Татарстан            | Ж-3093                   | масляные краски картон           | 18.2       | 34.5       |
|         | Развалины ханской усыпальницы и Малый Минарет в Булгарах  | 1861          | Государственный музей изобразительных искусств Республики Татарстан            | Ж-1688                   | масляные краски картон           | 24         | 34         |
|         | Шалаш                                                     | 1861          | Государственный музей изобразительных искусств Республики Татарстан            | Ж-1669                   | масляные краски холст            | 36.5       | 47.5       |
|         | В Криппене. Мужчина на пороге дома                        | 1862          | Государственный музей изобразительных искусств Республики Татарстан            | Ж-1689                   | масляные краски картон           | 38.5       | 27.8       |
|         | Швейцарский пейзаж                                        | 1866          | Государственный музей изобразительных искусств Республики Татарстан            | Ж-81                     | масляные краски холст            | 62.5       | 93.5       |
|         | Берёзовая роща                                            | 1871          | Государственный музей изобразительных искусств Республики Татарстан            | Ж-1673                   | масляные краски холст            | 58.5       | 48.3       |
|         | Берёзы после бури                                         | 1871          | Государственный музей изобразительных искусств Республики Татарстан            | Ж-1670                   | масляные краски холст            | 27.5       | 74.5       |
|         | На покосе в дубовой роще                                  | 1874          | Государственный музей изобразительных искусств Республики Татарстан            | Ж-75                     | масляные краски холст            | 103        | 167        |
|         | Вечер в сосновом лесу                                     | 1875          | Государственный музей изобразительных искусств Республики Татарстан            | Ж-76                     | масляные краски холст            | 116.2      | 87.7       |
|         | В лесу                                                    | 1880s         | Государственный музей изобразительных искусств Республики Татарстан            | Ж-79                     | масляные краски холст            | 119        | 75         |
|         | Заросший пруд у опушки леса. Сиверская                    | 1883          | Государственная Третьяковская галерея                                          | 26642                    | масляные краски холст            | 56         | 42         |
|         | Папоротники в лесу. Сиверская. Этюд                       | 1883          | Государственная Третьяковская галерея                                          | 848                      | масляные краски холст на картоне | 36.2       | 59.6       |
|         | Родник в лесу                                             | 1892          | Тюменский областной музей изобразительных искусств                             | Ж-423                    | масляные краски картон           | 38         | 56         |
|         | Ручей. Мостик в лесу                                      | 1878          | Государственный музей изобразительных искусств Республики Татарстан            | Ж-1676                   | масляные краски холст            | 25.5       | 17.5       |
|         | Березовая роща                                            | 1884          | Государственный музей изобразительных искусств Республики Татарстан            | Ж-2882                   | масляные краски холст            | 55.5       | 35.5       |
|         | У берегов Финского залива (Удриас близ Нарвы). Этюд       | 1888          | Государственный Русский музей                                                  | Ж-4133                   | масляные краски холст картон     | 34.3       | 57.5       |
|         | Еловый лес                                                | 19th century  | Государственная Третьяковская галерея                                          | 853                      | масляные краски холст            | 55         | 40         |
|         | Лиственный лес                                            | 1880s         | Государственная Третьяковская галерея                                          | 27487                    | масляные краски холст картон     | 34.6       | 51.5       |
|         | Речная заводь в лесу                                      | 1880s         | Государственная Третьяковская галерея                                          | Ж-276                    | масляные краски холст            | 52         | 47         |
|         | Сосны. Солнечный день                                     | 1890s         | Государственный Русский музей                                                  | Ж-7917                   | масляные краски холст на картоне | 23         | 35         |
|         | Пейзаж с сосной                                           | 1890          | Государственный музей изобразительных искусств Республики Татарстан            | Ж-1690                   | масляные краски холст            | 66.5       | 43         |
|         | Сосновый лес                                              | 1890          | Государственный музей изобразительных искусств Республики Татарстан            | Ж-618                    | масляные краски холст картон     | 63         | 43         |
|         | Обрыв                                                     | 1893          | Государственный музей изобразительных искусств Республики Татарстан            | Ж-621                    | масляные краски картон           | 64.2       | 42         |
|         | На даче                                                   | 1894          | Государственный музей изобразительных искусств Республики Татарстан            | Ж-1675                   | масляные краски холст            | 73.5       | 105.5      |
|         | Сосновый лес (неоконченный этюд)                          | 1894          | Государственный музей изобразительных искусств Республики Татарстан            | Ж-619                    | масляные краски холст            | 35.5       | 57.3       |
|         | Сосны                                                     | 1890          | Государственный музей изобразительных искусств Республики Татарстан            | Ж-620                    | масляные краски холст            | 27.5       | 38.5       |
|         | Лиственный лес                                            | 1897          | Государственный музей изобразительных искусств Республики Татарстан            | Ж-1178                   | масляные краски холст картон     | 66.2       | 41.7       |
|         | Полянка                                                   | 1897          | Государственный музей изобразительных искусств Республики Татарстан            | Ж-1167                   | масляные краски холст            | 82.2       | 109.9      |
|         | Лесной ручей                                              | 19th century  | Государственный музей изобразительных искусств Республики Татарстан            | Ж-1683                   | масляные краски картон           | 15.5       | 23         |
|         | Пруд в старом парке                                       | 1898          | Государственная Третьяковская галерея                                          | 5839                     | масляные краски холст            | 43.3       | 67.1       |
|         | Дуб                                                       | 19th century  | Государственный музей изобразительных искусств Республики Татарстан            | Ж-1679                   | масляные краски холст            | 56.5       | 43         |
|         | Лес                                                       | 19th century  | Государственный музей изобразительных искусств Республики Татарстан            | Ж-1515                   | масляные краски холст картон     | 28         | 36.5       |
|         | Лесная поляна                                             | 19th century  | Государственный музей изобразительных искусств Республики Татарстан            | Ж-1678                   | масляные краски картон           | 25         | 34.5       |
|         | Осень. Берёзовая роща                                     | 19th century  | Государственный музей изобразительных искусств Республики Татарстан            | Ж-1681                   | масляные краски картон           | 35.5       | 22         |
|         | Пейзаж с телегой. Этюд                                    | 1860s         | Государственный Русский музей                                                  | Ж-2808                   | масляные краски холст на картоне | 31.7       | 50         |
|         | Речка. Сиверская                                          | 19th century  | Государственный музей изобразительных искусств Республики Татарстан            | Ж-1677                   | масляные краски холст            | 23         | 42         |
|         | Травы                                                     | 19th century  | Государственный музей изобразительных искусств Республики Татарстан            | Ж-1867                   | масляные краски дерево           | 28.2       | 21.2       |
|         | Тропинка в лесу                                           | 19th century  | Государственный музей изобразительных искусств Республики Татарстан            | Ж-1941                   | масляные краски холст картон     | 38.5       | 29.5       |
|         | Хвойный лес. Солнечный день                               | 1895          | Государственный Русский музей                                                  | Ж-4137                   | масляные краски холст            | 137        | 103        |
|         | На краю соснового леса                                    | 1897          | No/unknown value                                                               |                          | масляные краски холст            | 109        | 162        |
|         | Осень                                                     | 1892          | No/unknown value                                                               |                          | масляные краски холст            | 42         | 65.5       |
|         | Пейзаж. Мерикюль                                          | 1894          | No/unknown value                                                               |                          | масляные краски картон           | 41.5       | 68         |
|         | На краю березовой рощи (Мостик к лесозаготовке)           | 1871          | No/unknown value                                                               |                          | масляные краски холст            | 97         | 72         |
|         | Лесной ручей                                              | 1885          | No/unknown value                                                               |                          | масляные краски дерево           | 23         | 14.4       |
|         | Мельница в лесу                                           | 1896          | No/unknown value                                                               |                          | масляные краски картон           | 40         | 55.5       |
|         | Сосновый лес                                              | 1872          | No/unknown value                                                               |                          | масляные краски холст картон     | 13.3       | 22.5       |
|         | Жатва                                                     | 1850s         | Елабужский государственный музей-заповедник                                    |                          | масляные краски холст            | 45.3       | 67.8       |
|         | Сосновый бор                                              | 1897          | No/unknown value                                                               |                          | масляные краски холст            | 147        | 91         |
|         | Стога. Преображенское                                     | 1890          | No/unknown value                                                               |                          | масляные краски холст            | 70.5       | 93         |
|         | Песчаный берег                                            | 1879          | No/unknown value                                                               |                          | масляные краски холст            | 134.5      | 84         |
|         | Рябины осенью                                             | 1892          | No/unknown value                                                               |                          | масляные краски холст            | 59.5       | 35         |
|         | Лесная полянка                                            | 19th century  | No/unknown value                                                               |                          | масляные краски холст картон     | 38         | 29.5       |
|         | Лесная роща                                               | 19th century  | No/unknown value                                                               |                          | масляные краски бумага холст     | 46         | 33         |
|         | Ручей                                                     | 19th century  | No/unknown value                                                               |                          | масляные краски холст            | 77.5       | 62         |
|         | Цветы у забора                                            | 1880s         | Владимиро-Суздальский музей-заповедник                                         | В-3236                   | масляные краски холст            | 35.8       | 52         |
|         | Сосна. Мерикюль                                           | 1894          | Владимиро-Суздальский музей-заповедник                                         | В-37327                  | масляные краски холст            | 110        | 83         |
|         | Поляна                                                    | 1878          | No/unknown value                                                               |                          | масляные краски холст            | 35.5       | 56         |
|         | Лесная дорога                                             | 1897          | Башкирский государственный художественный музей имени М. В. Нестерова          | Ж-347                    | масляные краски холст            | 111        | 83.5       |
|         | Сосны                                                     | 1890s         | Башкирский государственный художественный музей имени М. В. Нестерова          | Ж-348                    | масляные краски холст картон     | 34.5       | 57.5       |
|         | Итальянский мальчик                                       | 19th century  | Нижнетагильский музей изобразительных искусств                                 | Ж-232                    | масляные краски холст картон     | 34.7       | 28.9       |
|         | Часовня в лесу                                            | 1890s         | Псковский музей-заповедник                                                     | ЖР 178                   | масляные краски холст            | 59         | 50         |
|         | Ручей в березов лесу                                      | 1883          | Государственный Русский музей                                                  | Ж-4136                   | масляные краски холст            | 105        | 153        |
|         | Зима                                                      | 1890          | Государственный Русский музей                                                  | Ж-2803                   | масляные краски холст            | 125.5      | 204        |
|         | Лес. Этюд                                                 | 19th century  | Коллекция картин Тартуского художественного музея                              | TKM TR 2859 M 499        | масляные краски бумага           | 19.8       | 14.1       |
|         | Фрагмент леса                                             | 19th century  | Музей изобразительных искусств Венгерская национальная галерея                 | 78.6.B                   | масляные краски холст картон     | 38         | 24         |
|         | Лесной пейзаж                                             | 19th century  | No/unknown value                                                               |                          | масляные краски бумага картон    | 27.8       | 22         |
|         | В парке                                                   | 1897          | Государственная Третьяковская галерея                                          | 26595                    | масляные краски холст            | 82.5       | 111        |
|         | Стадо под деревьями                                       | 1864          | Государственная Третьяковская галерея                                          | Ж-1513                   | масляные краски холст            | 72         | 107        |
|         | Лесная чаща                                               | 1867          | Государственная Третьяковская галерея                                          | Ж-1206                   | масляные краски холст            | 93.5       | 81.5       |
|         | Лес с горы                                                | 1895          | Государственное музейное объединение «Художественная культура Русского Севера» | Ж 965                    | масляные краски холст            | 106.4      | 73         |
|         | Река на опушке леса                                       | 1882          | No/unknown value                                                               |                          | масляные краски холст            | 33.5       | 57.5       |
|         | После шторма в Мери-Хови                                  | 1891          | Львовская галерея искусств                                                     |                          |                                  |            |            |
|         | На опушке соснового леса                                  | 1882          | Львовская галерея искусств                                                     |                          |                                  |            |            |
|         | Лесной пейзаж                                             | 1889          | No/unknown value                                                               |                          | масляные краски холст            | 100        | 74         |
|         | Старый валежник. Лесное кладбище                          | 1893          | Национальный художественный музей Республики Беларусь                          |                          | масляные краски холст            | 104        | 176        |
|         | Полесье                                                   | 1883          | Национальный художественный музей Республики Беларусь                          |                          |                                  |            |            |
|         | Болото. Журавли                                           | 1890          | Национальный художественный музей Республики Беларусь                          |                          | масляные краски холст            | 89.5       | 142        |
|         | Лесная поляна                                             | 1896          | No/unknown value                                                               |                          | масляные краски холст            | 119        | 170.8      |
|         | Темный лес                                                | 1876          | No/unknown value                                                               |                          | масляные краски холст            | 108        | 167.9      |
|         | Перед зеркалом. За чтением письма                         | 1870          | No/unknown value                                                               |                          | масляные краски холст            | 58         | 39         |
|         | Берёзовая роща                                            | 1878          | Национальный музей искусств Азербайджана                                       |                          | масляные краски холст            | 42         | 32         |
|         | Скалистый пейзаж                                          | 1889          | Екатеринбургский музей изобразительных искусств                                | Ж-61                     | масляные краски картон           | 25         | 26         |
|         | Запруда                                                   | 1895          | Екатеринбургский музей изобразительных искусств                                | Ж-839                    | масляные краски                  | 25.6       | 34.2       |
|         | Лес                                                       | 1890s         | Екатеринбургский музей изобразительных искусств                                | Ж-622                    | масляные краски холст            | 27         | 42         |
|         | Деревья свергнуты ветром                                  | 1888          | Национальный музей «Киевская картинная галерея»                                |                          | масляные краски холст            | 139        | 201        |
|         | Дорога в лесу                                             | 19th century  | Национальный музей искусств Азербайджана                                       |                          |                                  |            |            |
|         | Полесье (фрагмент)                                        | 1883          | Национальный художественный музей Республики Беларусь                          |                          |                                  |            |            |
|         | В заповедной дубовой роще Петра Великого (В Сестрорецке)  | 1886          | Национальный художественный музей Республики Беларусь                          |                          |                                  |            |            |
|         | У калитки. Сиверская                                      | 19th century  | Национальный художественный музей Республики Беларусь                          |                          | масляные краски холст картон     | 55.7       | 34.6       |
|         | Лесная глушь                                              | 1872          | Государственный Русский музей                                                  | Ж-4121                   | масляные краски холст            | 209        | 161        |
|         | Кама близ Елабуги                                         | 1895          | Нижегородский государственный художественный музей                             |                          | масляные краски холст            | 106        | 177        |
|         | Солнце в лесу                                             | 1895          | Краснодарский краевой художественный музей имени Ф. А. Коваленко               | Ж-942                    | масляные краски холст            | 106        | 71         |
|         | Лес                                                       | 19th century  | Краснодарский краевой художественный музей имени Ф. А. Коваленко               | Ж-8                      | масляные краски холст            | 18         | 24         |
|         | Дорога в сосновом лесу                                    | 1885          | Государственный музей изобразительных искусств имени А. С. Пушкина             | МЛК ЖР 100               | масляные краски холст            | 93.5       | 71         |
|         | Горный мотив                                              | 19th century  | Зарубежное собрание Эстонского художественного музея                           | EKM j 3871 VM 465        | масляные краски холст            | 80         | 62         |
|         | Metsatukk                                                 | 19th century  | Зарубежное собрание Эстонского художественного музея                           | EKM j 2164:153/43 VM 360 | масляные краски холст            | 58         | 43         |
|         | Сосновый лес                                              | 1878          | Зарубежное собрание Эстонского художественного музея                           | EKM j 153:77 VM 39       | масляные краски холст            | 115        | 88         |
|         | Лесной луг                                                | 1894          | Зарубежное собрание Эстонского художественного музея                           | EKM j 3497 VM 423        | масляные краски холст            | 29         | 21.5       |
|         | Лес перед грозой                                          | 1872          | Таганрогский художественный музей                                              | Ж-955                    | масляные краски холст            | 48.5       | 58.5       |
|         | Первый снег                                               | 1875          | Национальный музей «Киевская картинная галерея»                                | Ж-1581                   | масляные краски холст            | 140        | 220        |
|         | Пасека в лесу                                             | 1876          | Новгородский музей-заповедник                                                  | РЖ-88                    | масляные краски холст            | 80         | 65         |
|         | Лесной пейзаж                                             | 19th century  | Narva Museum's art collection                                                  | NLM _ 139:32 K 5:32      | масляные краски холст            | 55         | 41         |
|         | Мордвиновские дубы                                        | 1891          | Государственный Русский музей                                                  | Ж-4131                   | масляные краски холст            | 84         | 111        |
|         | Зима в лесу (Иней)                                        | 1877          | Национальный музей «Киевская картинная галерея»                                |                          | масляные краски холст            | 85         | 67         |
|         | Осень                                                     | 1892          | Государственный Русский музей                                                  | Ж-7976                   | масляные краски холст            | 107        | 81         |
|         | Избушка в лесу                                            | 19th century  | Чайковская художественная галерея                                              | РЖ-395                   | масляные краски холст картон     | 28         | 36         |
|         | Остров Валаам                                             | 19th century  | Чайковская художественная галерея                                              | РЖ-399                   | масляные краски холст            | 79         | 64         |
|         | Тропинка в лесу (Еловый лес)                              | 1880s         | Екатеринбургский музей изобразительных искусств                                | Ж-69                     | масляные краски холст            | 41.5       | 55         |
|         | Среди долины ровныя…                                      | 1883          | Национальный музей «Киевская картинная галерея»                                | Ж-186                    | масляные краски холст            | 136.5      | 203.5      |
|         | Полдень. Окрестности Москвы. Братцево                     | 1866          | Астраханская картинная галерея имени П. М. Догадина                            | Ж-390                    | масляные краски холст            | 65         | 56         |
|         | Перед грозой                                              | 1884          | Государственный Русский музей                                                  | Ж-7857                   | масляные краски холст            | 110        | 150        |
|         | Дубовая роща                                              | 1887          | Национальный музей «Киевская картинная галерея»                                | Ж-183                    | масляные краски холст            | 125        | 193        |
|         | Ручей в лесу (На косогоре)                                | 1880          | Национальный музей «Киевская картинная галерея»                                | No/unknown value         | масляные краски холст            | 204        | 138        |
|         | Ручей в лесу                                              | 19th century  | Севастопольский художественный музей имени М. П. Крошицкого                    | Ж-509                    | масляные краски холст            | 60.5       | 42.5       |
|         | Берег моря                                                | 1890          | Калужский музей изобразительных искусств                                       | Ж-294                    | масляные краски холст            | 35         | 59         |
|         | Осень на Крестовском острове                              | 1892          | No/unknown value                                                               |                          |                                  |            |            |
|         | У берегов Финского залива (Удриас близ Нарвы)             | 1889          | Государственный Русский музей                                                  | Ж-2814                   | масляные краски холст            | 91.5       | 145.5      |
|         | Пейзаж с охотником. Остров Валаам                         | 1867          | Государственный Русский музей                                                  | Ж-4140                   | масляные краски холст            | 47.5       | 60         |
|         | Ветки. Этюд                                               | 19th century  | Национальная галерея Республики Коми                                           | 87                       | масляные краски холст картон     | 37.5       | 61         |
|         | Сторожка в лесу                                           | 1870s         | Донецкий художественный музей                                                  |                          | масляные краски холст            | 73         | 56         |
|         | Вечер                                                     | 1892          | Донецкий художественный музей                                                  |                          | масляные краски холст            | 110        | 84         |
|         | Березовый лес                                             | 1871          | Донецкий художественный музей                                                  |                          | масляные краски холст            | 70         | 110        |
|         | Лопухи                                                    | 1880s         | Национальный художественный музей Республики Беларусь                          | РЖ-197                   | масляные краски картон           | 37         | 24         |
|         | К осени                                                   | 19th century  | Государственная Третьяковская галерея                                          |                          |                                  | 52.2       | 38         |
|         | Хвойный лес                                               | 1873          | Национальный художественный музей Республики Беларусь                          |                          | масляные краски холст            | 114        | 98         |
|         | Летний день. Мерикюль                                     | 1895          | No/unknown value                                                               |                          | масляные краски дерево           | 62         | 41.8       |
|         | Береза и рябинки                                          | 1878          | Государственная Третьяковская галерея                                          | 836                      | масляные краски холст            | 38         | 28         |
|         | Опушка леса                                               | 1890          | Рязанский государственный областной художественный музей им. И. П. Пожалостина | Ж-773                    | масляные краски холст            | 35         | 59.5       |
|         | Пейзаж с лесом                                            | 1878          | Пермская государственная художественная галерея                                | Ж-1021                   | масляные краски холст            | 106        | 183        |
|         | Речка Лиговка в Константиновке, близ Петербурга           | 1869          | No/unknown value                                                               |                          | масляные краски холст            | 102.5      | 160.5      |
|         | Вид на острове Валааме. Местность Кукко                   | 1860          | No/unknown value                                                               |                          | масляные краски холст            | 104.5      | 141        |
|         | Вечерняя заря                                             | 1896          | No/unknown value                                                               |                          | масляные краски холст            | 162        | 121        |
|         | Солнечный день. Мерикюль                                  | 1894          | Государственный музей изобразительных искусств имени А. С. Пушкина             | МЛК ЖР 86                | масляные краски холст            | 81         | 110        |
|         | Спиленный дуб                                             | 1890s         | Национальный музей в Варшаве                                                   | M.Ob.2188 MNW            | масляные краски холст картон     | 56         | 42         |
|         | Лесная сторожка                                           | 1892          | Национальный музей искусств имени Гапара Айтиева                               |                          | масляные краски холст            | 84.5       | 112        |
|         | Пейзаж с соснами                                          | 1890          | No/unknown value                                                               |                          | масляные краски холст            | 38         | 62.2       |
|         | Беловеж                                                   | 1892          | No/unknown value                                                               |                          | масляные краски холст            | 55         | 40.7       |
|         | Свежая вырубка                                            | 19th century  | Пермская государственная художественная галерея                                | Ж-188                    | масляные краски холст картон     | 33.5       | 57.5       |
|         | Пейзаж                                                    | 19th century  | Пермская государственная художественная галерея                                | Ж-770                    | масляные краски холст            | 28.5       | 38.5       |
|         | Богатый лог (Пихтовый лес на Каме)                        | 1877          | Пермская государственная художественная галерея                                | Ж-829                    | масляные краски холст            | 90         | 148        |
|         | Туманное утро                                             | 1885          | Нижегородский государственный художественный музей                             | Ж-95                     | масляные краски холст            | 108        | 146        |
|         | Дорожка среди сосен                                       | 1883          | Театральный музей им. А. А. Бахрушина                                          | Ж-410                    | масляные краски холст            | 96         | 143        |
|         | Сосна на Валааме. Этюд                                    | 1858          | Пермская государственная художественная галерея                                | Ж-186                    | масляные краски картон           | 51         | 37         |
|         | Солнечный день в лесу. Дубы                               | 19th century  | Государственный художественный музей                                           | ЖВ-12                    | масляные краски холст картон     | 30.2       | 37.7       |
|         | Сосна на скале                                            | 1855          | Государственный Русский музей                                                  |                          | масляные краски бумага картон    | 39         | 31         |
|         | Срубленные березы                                         | 1864          | Государственный Русский музей                                                  | Ж-6389                   | масляные краски бумага картон    | 18.8       | 44.5       |
|         | Сосновый лес                                              | 1866          | No/unknown value                                                               |                          | масляные краски холст            | 91         | 70         |
|         | Городские крыши зимой                                     | 1860s         | Государственный Русский музей                                                  | Ж-9941                   | масляные краски холст            | 22         | 22.5       |
|         | Вид на острове Валааме (Местность Кукко)                  | 19th century  | Государственный Русский музей                                                  | Ж-7770                   | масляные краски холст            | 69         | 87         |
|         | Бревна. Деревня Константиновка близ Красного села. Этюд   | 1860s         | Государственный Русский музей                                                  | Ж-2812                   | масляные краски бумага картон    | 23.7       | 35         |
|         | Мухомор. Этюд                                             | 1870s         | Государственная Третьяковская галерея                                          | 842                      | масляные краски холст на картоне | 14.2       | 21         |
|         | Заповедник. Сосновый бор                                  | 1881          | Национальный музей «Киевская картинная галерея»                                |                          | масляные краски холст            | 143        | 93         |
|         | Сосновый лес                                              | 1889          | Поленово                                                                       | Ж-574                    | масляные краски холст картон     | 36         | 58.5       |
|         | У берегов Финского залива (Удриас близ Нарвы)             | 1888          | Государственный Русский музей                                                  |                          | масляные краски холст картон     | 34.3       | 57.5       |
|         | Сосна без солнца. Мери-Хови. Этюд                         | 1890          | Государственный Русский музей                                                  | Ж-2809                   | масляные краски холст            | 57         | 43         |
|         | Золотая осень                                             | 1888          | Пермская государственная художественная галерея                                | Ж-187                    | масляные краски холст            | 17.6       | 28.5       |
|         | Утро в сосновом лесу. Эскиз                               | 1889          | Государственная Третьяковская галерея                                          |                          | масляные краски холст            | 28.3       | 40.1       |
|         | Опушка леса                                               | 1892          | Национальная картинная галерея Армении                                         | 585                      | масляные краски холст            | 82         | 108        |
|         | В лесу                                                    | 1864          | Национальная картинная галерея Армении                                         | 586                      | масляные краски холст            | 105        | 140        |
|         | Опушка леса                                               | 1884          | Национальная картинная галерея Армении                                         | 589                      | масляные краски холст            | 71.5       | 57.5       |
|         | Пейзаж. Этюд                                              | 19th century  | Национальная картинная галерея Армении                                         | 6970                     | масляные краски холст            | 37.5       | 55         |
|         | Этюд к картине "Полдень в окрестностях Москвы"            | 1860s         | Государственный Русский музей                                                  | Ж-12104                  | масляные краски дерево           | 35.5       | 27.3       |
|         | Перелесок                                                 | 1872          | Иркутский областной художественный музей                                       | Ж-187                    | масляные краски холст            | 121        | 207        |
|         | Сосна на песке                                            | 1884          | Рыбинский музей-заповедник                                                     | Ж-171                    | масляные краски холст            | 69.5       | 105        |
|         | Лес на берегу моря                                        | 1870          | Рыбинский музей-заповедник                                                     | Ж-169                    | масляные краски холст            | 37         | 60         |
|         | Лес вечером                                               | 1860s         | Рыбинский музей-заповедник                                                     | Ж-170                    | масляные краски холст            | 80.6       | 120.6      |
|         | Этюд леса                                                 | 19th century  | Пермская государственная художественная галерея                                | Ж-190                    | масляные краски картон           | 33.5       | 57.5       |
|         | Вид на острове Валааме                                    | 1858          | Национальный музей «Киевская картинная галерея»                                |                          | масляные краски холст            | 96         | 66.5       |
|         | У монастыря                                               | 1870          | Художественный музей имени Шовкуненко                                          |                          | масляные краски холст            |            |            |
|         | Опушка леса                                               | 1890s         | Пермская государственная художественная галерея                                | Ж-191                    | масляные краски холст            | 38         | 62         |
|         | Смешанный лес                                             | 19th century  | Пермская государственная художественная галерея                                | Ж-189                    | картон масляные краски           | 59         | 37.5       |
|         | Верхушки сосен                                            | 1895          | Пермская государственная художественная галерея                                | Ж-192                    | масляные краски холст            | 106        | 122.5      |
|         | Берег речки                                               | 19th century  | Пермская государственная художественная галерея                                | Ж-1174                   | масляные краски картон           | 16.5       | 37.8       |
|         | Лесная речка                                              | 19th century  | Государственный художественный музей Алтайского края                           | Ж-1206                   | масляные краски холст            | 55.5       | 41         |
|         | Лес. Этюд                                                 | 19th century  | Государственный художественный музей Алтайского края                           | Ж-483                    | масляные краски холст картон     | 35         | 54.7       |
|         | Осень                                                     | 1894          | Государственный художественный музей Алтайского края                           | Ж-1229                   | масляные краски холст            | 56.5       | 40         |
|         | Ручей в лесу                                              | 1881          | Рязанский государственный областной художественный музей им. И. П. Пожалостина | Ж-845                    | масляные краски холст на картоне | 45.7       | 31.7       |
|         | Святой ключ                                               | 19th century  | Екатеринбургский музей изобразительных искусств                                | Ж-1374                   | масляные краски картон           | 46.5       | 39.5       |
|         | Домик на опушке                                           | 1863          | Самарский областной художественный музей                                       | Ж-985                    | масляные краски холст            | 22         | 33         |
|         | Сосновый бор. Этюд                                        | 1877          | Сызранский краеведческий музей                                                 | И-2                      | масляные краски картон           | 40         | 25.5       |
|         | Ивы, освещенные солнцем                                   | 19th century  | Государственный Русский музей                                                  |                          | масляные краски холст            | 62         | 85         |
|         | Берег пруда                                               | 19th century  | Владимиро-Суздальский музей-заповедник                                         | Ж-348                    | масляные краски холст            | 29         | 40.5       |
|         | Уголок заросшего сада. Сныть-трава                        | 1884          |                                                                                |                          |                                  |            |            |
|         | Мачта сосновый лес в Вятской губернии                     | 1889          |                                                                                |                          | масляные краски холст            | 78.7       | 107.3      |
|         | Майринген                                                 | 1864          |                                                                                |                          | масляные краски холст            | 34.3       | 27         |
|         | The Edge of a Pine Forest                                 |               | Львовская галерея искусств                                                     |                          |                                  |            |            |
|         | PINE FOREST                                               |               | No/unknown value                                                               |                          | масляные краски холст            | 147        | 91         |
|         | Вид на Ананьинский могильник близ Елабуги                 | 1861          | Дом-музей И.И. Шишкина                                                         |                          |                                  |            |            |
|         | Дубы в Старом Петергофе                                   | 1891          | Музей Российской академии художеств                                            | Ж-291                    | масляные краски холст            | 70         | 105        |
|         | Лес в Мордвинове                                          | 1891          | Тульский музей изобразительных искусств                                        |                          | масляные краски холст            | 83         | 110        |
|         | Группа дубов на даче графини Мордвиновой                  | 1891          | Музей Российской академии художеств                                            | Ж-290                    | масляные краски холст            | 83         | 109        |